# Applause (film)
Applause is een Amerikaanse musical uit 1929. De film werd in 2006 opgenomen in de National Film Registry.

## Rolverdeling
| Acteur             | Personage       |
| ------------------ | --------------- |
| Helen Morgan       | Kitty Darling   |
| Joan Peers         | April Darling   |
| Fuller Mellish Jr. | Hitch Nelson    |
| Jack Cameron       | Joe King        |
| Henry Wadsworth    | Tony            |
| Dorothy Cumming    | Mother Superior |
| Mack Gray          | Slim's Brother  |
| David Holt         | Jack Singer     |